# Royal-Natal-Nationalpark
Der Royal Natal National Park wurde 1916 in den südafrikanischen Drakensbergen in der heutigen Provinz KwaZulu-Natal gebildet. Er ist Teil des Ukhahlamba-Drakensberg Park, der zum UNESCO-Welterbe gehört. Er gehört zu den spektakulärsten Natursehenswürdigkeiten in Afrika. Beeindruckend ist das Amphitheatre, eine mehrere Kilometer lange und etwa 1000 Meter hohe Felswand zwischen Sentinel (3165 m) und Eastern Buttress (3047 m). Auf dem flachen Gipfelplateau stehen einige Berge wie der Mont-Aux-Sources (Sesotho: Phofung) (3282 m), den 1836 die französischen Missionare Thomas Arbousset und François Daumas bestiegen und nach den Quellen von drei größeren Flüssen benannten.
Einer von diesen, der Tugela, stürzt in den Tugelafällen in fünf Stufen 948 Meter in die Tiefe (andere Angaben: knapp 3000 Fuß, 540 m). In kalten Wintern friert er in den oberen Stufen und bildet eindrucksvolle Eissäulen.
Der Royal Natal National Park ist ideal geeignet für Wanderungen mit einem Netz von klassifizierten Wegen aller Schwierigkeitsgrade; dies reicht von der leichten Besteigung des Mont-aux-Sources vom Plateau aus bis zur jährlichen Mont-aux-Sources Challenge, wenn Querfeldeinläufer zusammenkommen, um die 50 Kilometer lange Strecke in weniger als fünf Stunden zu absolvieren. 

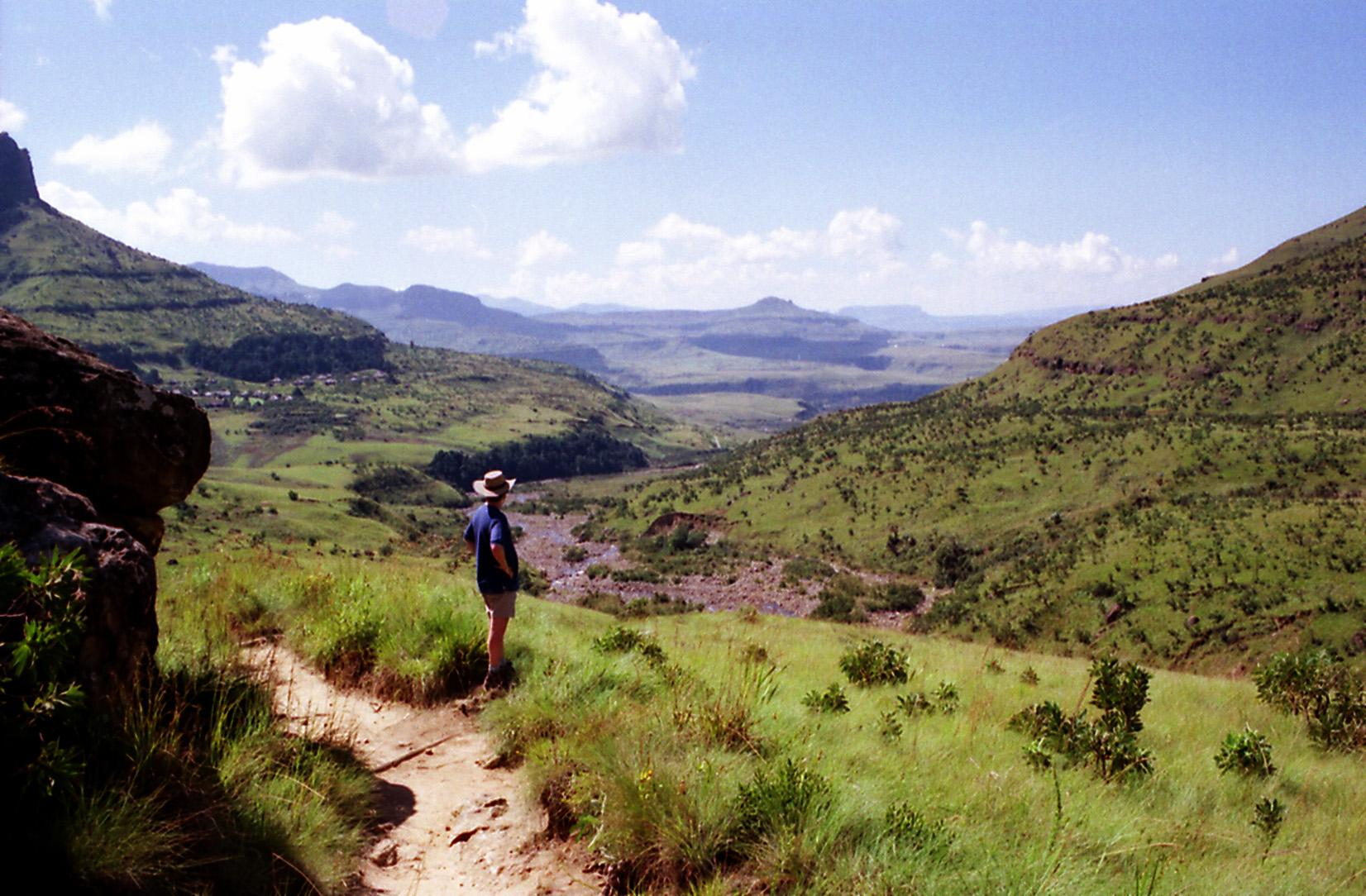
Wandern im Royal Natal National Park
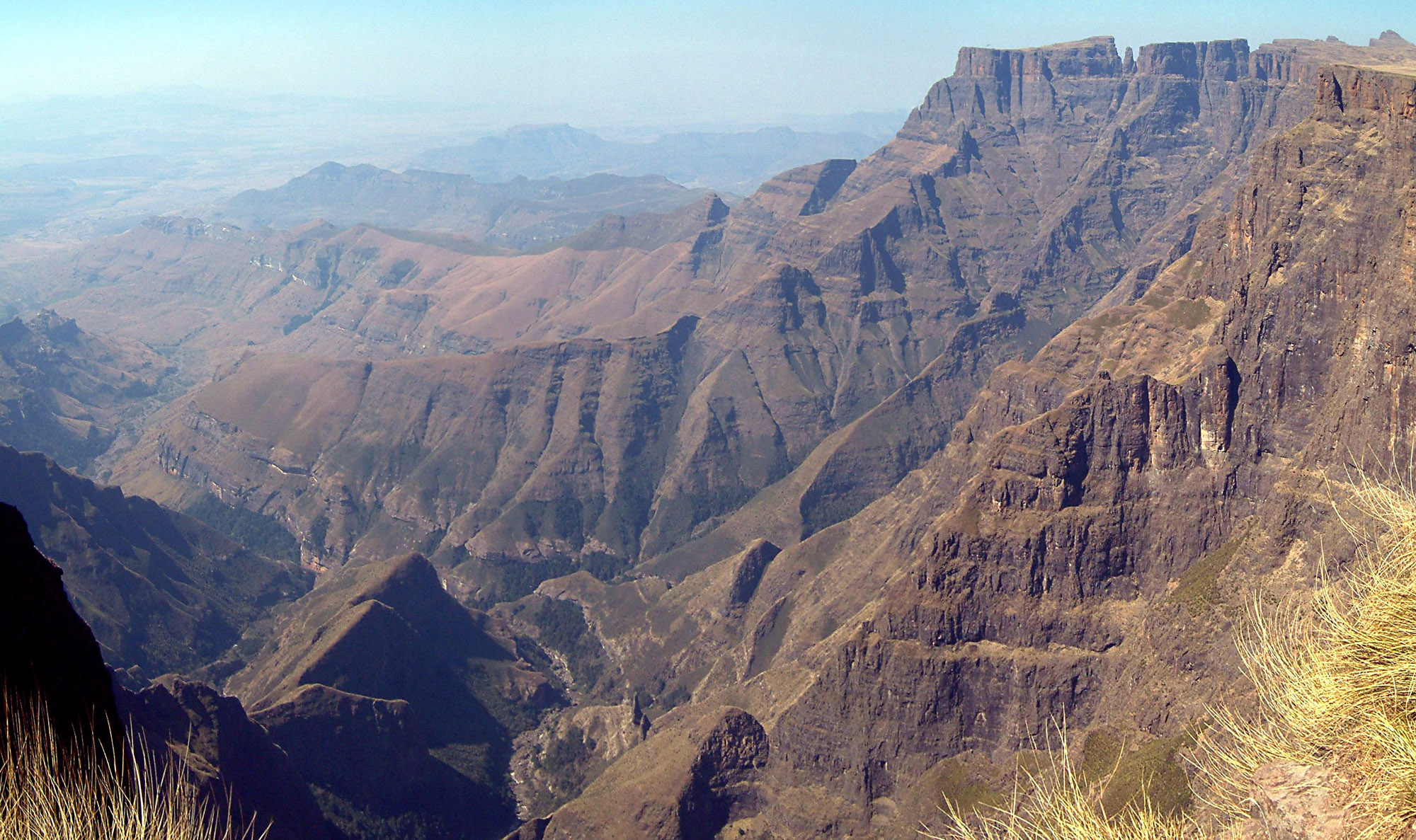
Blick in das Amphitheatre
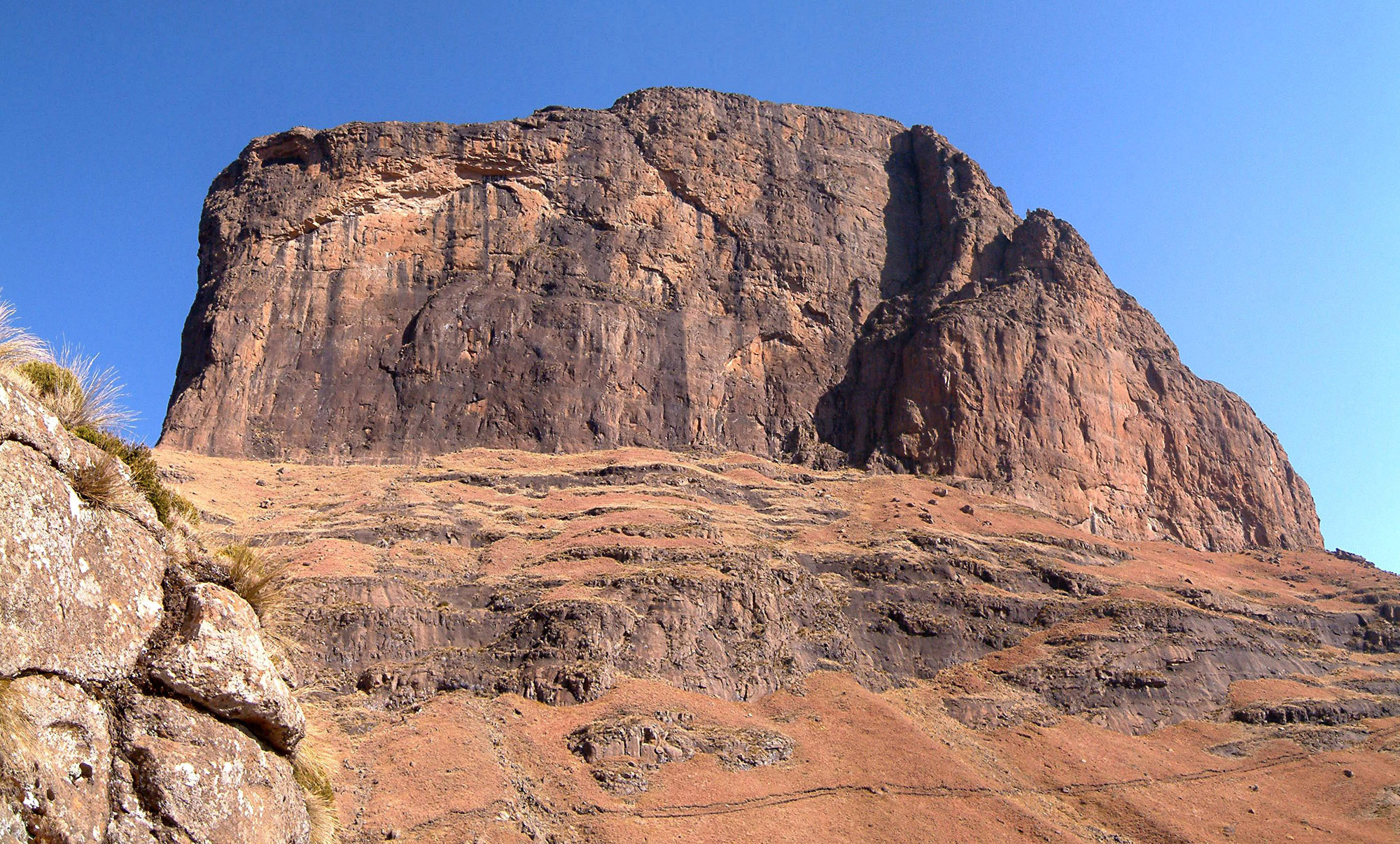
Der Sentinel
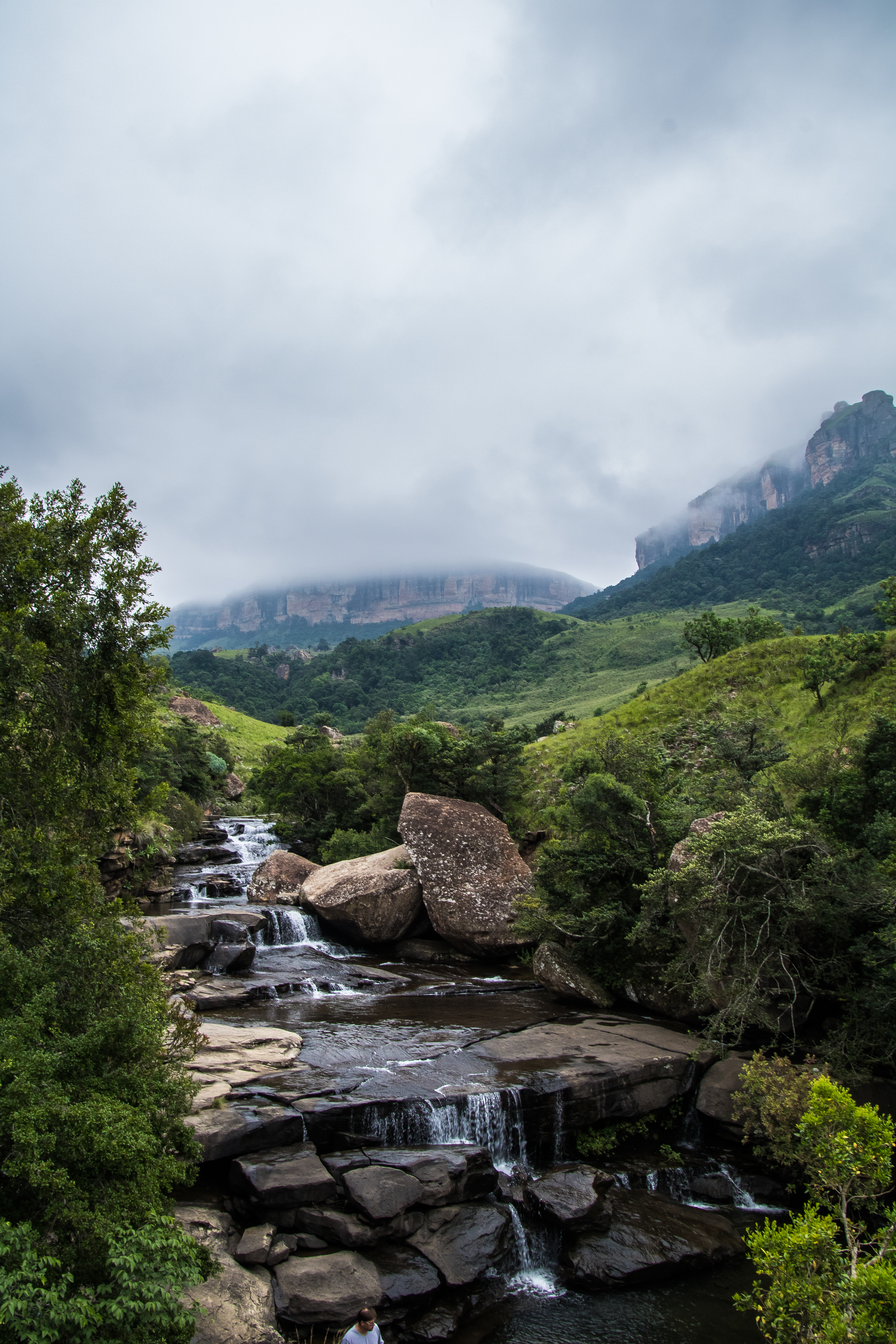
Mahai-River
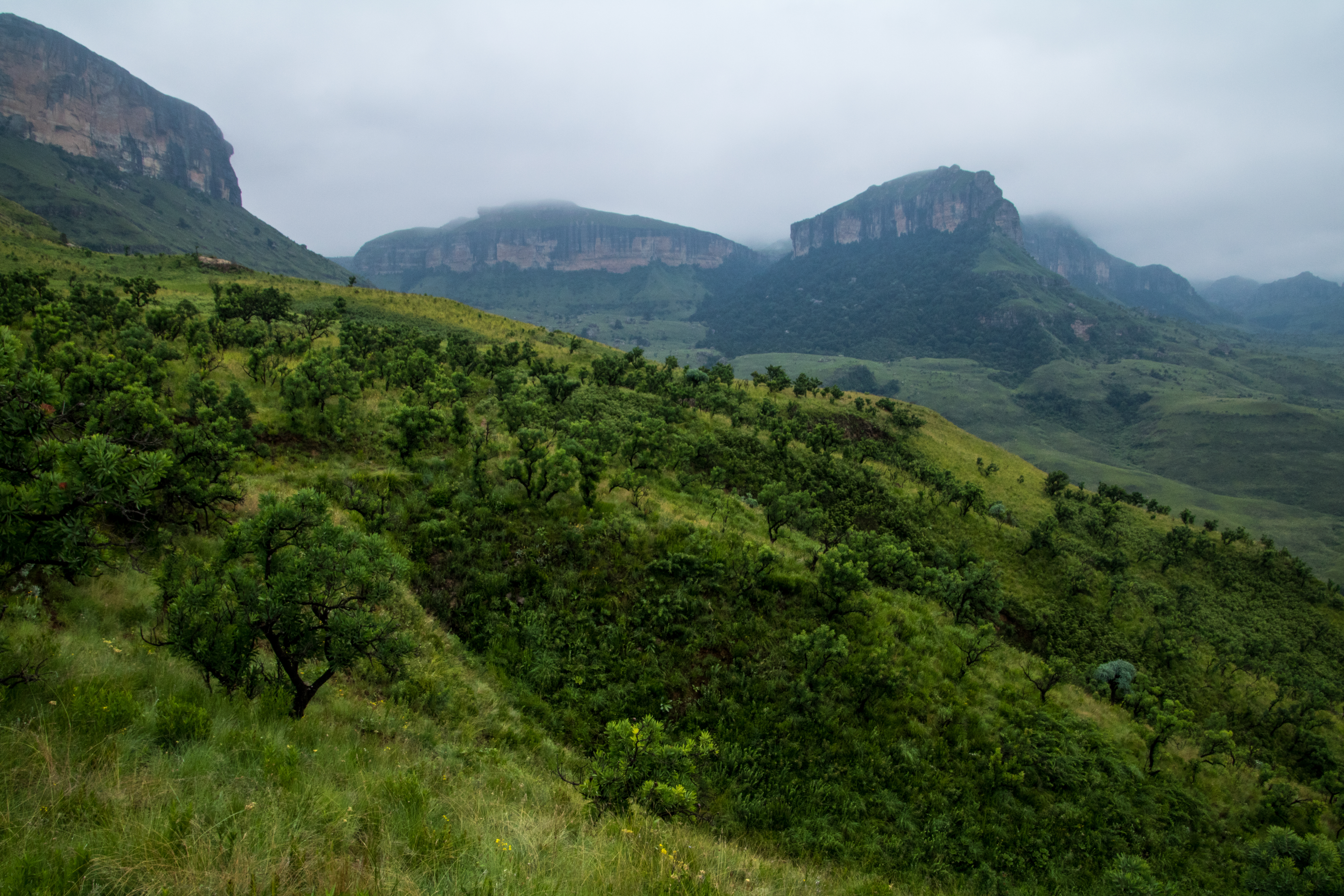
Grüne Berge